# Шизотимія
Шизотимія — це темпераментний, не пов'язаний із шизофренією стан, що нагадує поєднання циклотимії з біполярним розладом. Шизотиміки мають серйозні труднощі з суб'єктивним вираженням власних емоцій. Їм притаманний високий ступень інтроверсії, завдяки прагненню звільнитись від суспільних відносин у цілому; проте, деякі люди з такою характеристикою в змозі досягти нормального рівня суспільних відносин та просто запобігати  вираженню емоцій у деяких ситуаціях. Як своєрідний темперамент шизотимічні риси особистості, як вважається, є більш або менш вродженими, а не результатом соціалізації.
Шизотимия була запропонована Ернстом Кречмером при обстеженні типів статури хворих на шизофренію. Термін «шизотимия» використовувався для пояснення шизофренічних і маніакально-депресивних форм психозу (наприклад, біполярного розладу), які пов'язані з їх власним унікальним темпераментом.